# Opéra à numéros
L'opéra à numéros (ang. : number opera ; all. : Nummernopera ; ita. : opera a numeri) est une forme d'opéras désignant un découpage de l'ouvrage en sections, ou numéros, détachables du reste, en opposition à celle qui emploie la composition continue.

## Description
L'expression s'applique particulièrement aux différents genres de l'opéra du xviiie siècle : l'opera seria, l'opera buffa et l'opéra-comique, le ballad opera et le Singspiel, ainsi qu'à certains œuvres du grand opéra. Désignant une manière de découper les opéras selon leurs airs, l'opéra à numéros est une forme que prend la partition en fonction de la structure du livret. L'expression dramatique étant soutenue dans l'opéra, les formes principales sont le récitatif et l'aria, et en particulier son alternance dans la partition. L'opéra à numéros est donc un type ancien « dans lequel chaque morceau constitue un tout, nettement séparé de ce qui précède et de ce qui suit ». Les opéras de Wolfgang Amadeus Mozart en sont un bon exemple, délimitant clairement les aria (soli) ou duo, trio, etc., qui ont tous un numéro, et qui sont entrecoupés par, ici, des recitativo secco. Cependant, une évolution se fait déjà progressivement, qui, bien que conservant la forme à numéros, tente d'unifier la musique entre les parties pour former un tout cohérent. Les compositeurs allemand du début du xixe siècle, tels que Ludwig van Beethoven, Carl Maria von Weber et Giacomo Meyerbeer, amplifient ce phénomène, tandis que leurs comparses italiens et français, comme Gioachino Rossini, et Daniel-François-Esprit Auber continuent d'employer cette forme dans leurs ouvrages.
La forme — ainsi que l'expression — de l'opéra à numéros devient obsolète avec l'avènement du wagnerisme et de la technique de composition continue. Les ouvrages de Richard Wagner ainsi que ceux qui suivent, tels ceux de Giuseppe Verdi et surtout Giacomo Puccini ne sont pas considérés comme des opéras à numéros, bien que les airs soient séparables du reste. Dans le type plus moderne de l'opéra ou le drame lyrique, le découpage se fait par scène. Cependant, certains opéras postérieurs en adoptent la forme et la tradition, tels que Wozzeck d'Alban Berg de 1925 et The Rake's Progress de 1951 par Igor Stravinsky, qui emploie volontairement une esthétique typique du xviiie siècle.